# مايك وود (لاعب كرة قاعدة)
مايك وود (بالإنجليزية: Mike Wood)‏ هو لاعب كرة قاعدة أمريكي، ولد في 26 أبريل 1980 في ويست بالم بيتش في الولايات المتحدة.

## وصلات خارجية
- مايك وود على موقع دوري كرة القاعدة الرئيسي (الإنجليزية)
- مايك وود على موقع الدوري الياباني لكرة القاعدة (الإنجليزية)
- مايك وود على موقعبيزبول رفرنس.كوم (الدوري الرئيسي) (الإنجليزية)
- مايك وود على موقعبيزبول رفرنس.كوم (الدوري الثانوي) (الإنجليزية)
- مايك وود على موقع إي إس بي إن.كوم (أم.أل.بي) (الإنجليزية)
- مايك وود على موقع مشجعي الرسوم البيانية (الإنجليزية)